# Зборов (Словакия)
Зборов (словац. Zborov) — село и одноимённая община в районе Бардеёв Прешовского края Словакии. В письменных источниках начинает упоминаться с 1355 года.

## География
Село расположено в северной части края, в пределах гористой местности Низких Бескид, при автодороге 77. Абсолютная высота — 324 метра над уровнем моря. Площадь муниципалитета составляет 19,63 км².

## Население
| Год:                | 1994 | 2004     | 2014     | 2024    |
| ------------------- | ---- | -------- | -------- | ------- |
| Количество человек: | 2424 | 2864     | 3346     | 3670    |
| Разница:            |      | +18,15 % | +16,82 % | +9,68 % |

По данным последней официальной переписи 2011 года, численность населения Зборова составляла 3212 человек.

## Достопримечательности
- Зборовский замок, первая половина XIV в.